# Франтишек Планичка
Франтишек Планичка (Праг, 2. јун 1904 — Праг, 20. јул 1996) био је чешки фудбалски голман и један од најпоштованијих играча у историји чехословачког фудбала. Целу каријеру је играо за прашку Славију, а за то време клуб је осам пута освојио чешку лигу и једном Митропа куп. Такође је постао члан репрезентације Чехословачке, где је његов први успех као младог голмана био да помогне репрезентацији Чехословачке да постане вицешампион на Међународном купу Централне Европе 1931/32, а касније је постао капитен током финала Светског првенства 1934. (где је екипа Чехословачке завршила на другом месту) и 1938.
Планичка је био храбар играч, до те мере да је на утакмици Чехословачке на Светском првенству 1938. против Бразила остао на терену иако је задобио озбиљну повреду. Био је голман изванредних рефлекса и способности заустављања шута а одликовао се и својим спортским духом, ниједном у каријери није био опоменут или искључен. Награђен је Унесковом међународном наградом за фер плеј 1985.
Сматран једним од највећих голмана своје генерације и свих времена, 1999. године, ИФФХС га је изабрао за најбољег чешког голмана – као и за шестог најбољег у Европи и деветог најбољег у целини – двадесетог века. 2003. уврштен је у каталог као највећи голман једне ере  која је укључивала и друге значајне голмане као што су Рикардо Замора и Ђанпјеро Комби.

## Репрезентативна каријера
Између 1926. и 1938. године, Планичка је играо 73 пута је бранио гол за Чехословачку, што је био светски рекорд у то време и национални рекорд који је стајао до 1966. када је Ладислав Новак одиграо 74. утакмицу. Планичка је 37 пута био капитен репрезентације. Његов међународни деби био је 17. јануара 1926. у поразу од Италије резултатом 1–3.

### Светско првенство 1934.
Планичка је помогао Чехословачкој да се квалификује на Светско првенство 1934. и био је капитен тима на турниру. После победе над Румунијом у првом колу и Швајцарском у четвртфиналу, Чешка је играла полуфинале против Немачке. Чешка је повела почетком меча, али је Немачка изједначила у другом полувремену када Планичка није могао да реагује на ударац Рудолфа Ноака из даљине. Чехословачка је повратила вођство и постигла трећи гол на крају утакмице и победила резултатом 3–1 и пласирала се у финале.
Дана 10. јуна 1934. Чехословачка је играла финале против домаћина Италије, чији је капитен био и један од сјајних голмана тог времена, Ђанпјеро Комби. Чеси су повели у 71. минуту голом Антонина Пуча, али је десет минута касније шутем Рајмунда Орсија савладан Планичка за изједначење, чиме је меч отишао у продужетке, где је голом Анђела Скјавија Италија освојила титулу. Планичка је турнир завршио са примљених шест голова у четири меча.

### Светско првенство 1938.
Док је нацистичка Немачка окупирала Чехословачку, Планичка је поново капитен Чеха на Светском првенству 1938. У првом колу су победили Холандију са 3–0, а сва три гола су била у продужецима. У другом колу су се састали са Бразилом 12. јула, у једној од најнасилнијих утакмица у историји Светског првенства, познатој као „Битка код Бордоа“. Искључени су један играч Чеха и два Бразилца, а играчи оба тима су задобили теже повреде. Са нерешеним резултатом 1–1, Планичин саиграч Олдрих Неједли морао је да напусти терен са сломљеном ногом, а онда је и сам Планичка задобио слом руке, након што се сударио са ударцем бразилског нападача Перасија, када је Бразилац покушао да шутира. Међутим, Планичка није напуштао терен, већ је играо кроз бол до краја регуларног дела и кроз продужетке који су уследили без промене резултата. Утакмица је поновљена два дана касније, а Чехословачка је, без Планичке или нападача Неједлија и Антонина Пуча, изгубила резултатом 2–1 и тако елиминисана.
Планичка је примио само један гол за 240 минута игре, са најнижим головима у односу на просек са 0,38 голова за 90 минута (бољи од Алда Оливијерија из шампиона Италије). Група новинара га је одабрала у најбољих 11 турнира. Меч против Бразила у Бордоу био је последњи у међународној каријери Планичке.

## После пензионисања
Планичка је наставио да игра фудбал и након пензионисања, одржавајући здрав начин живота и физичку кондицију. 4. јула 1970. Планичка је последњи пут играо на голу у сениорском тиму бивших репрезентативаца. Унеско му је 1985. доделио почасну фер плеј награду као признање за његову фудбалску каријеру.
1994, након што је добио награду за спортске заслуге, Планичка је изјавио да би волео да Славија освоји лигу док је он још жив. У сезони 1995/96, после 48 година чекања, Славија је освојила титулу првака, а Планичка је успео да то прослави. Два месеца касније преминуо је у 92. години У време своје смрти, био је последњи живи члан чешке репрезентације са светског првенства 1934. и последњи преживели играч из било које екипе који је играо у финалу. Везиста чешке репрезентације Карел Поборски присуствовао је његовој сахрани, одложивши потписивање уговора са Манчестер јунајтедом, што је требало да се догоди истог дана.